# Toshiki Kaifu
Toshiki Kaifu (海部 俊樹 Kaifu Toshiki; Nagoya, 2 de gener de 1931 – 9 de gener de 2022) va ser un polític japonès. Va ser el 76è i 77è primer ministre del Japó de 1989 a 1991.
Va néixer a Nagoya, Prefectura d'Aichi i es va educar en la Universitat de Waseda. Membre del Partit Liberal Democràtic (LDP), Kaifu va ser triat legislador el 1960 servint en 13 oportunitats. Va ser Ministre d'Educació abans d'arribar a liderar el Partit després que Noboru Takeshita i Sōsuke Uno no volguessin prendre el càrrec; sent seleccionat en la llista de "líders nets".